# Station Wambaix
Station Wambaix is een spoorwegstation in de Franse gemeente Wambaix. Het wordt bediend door één trein per weekdag van en naar Douai van de TER Hauts-de-France.